# Championnats de France de patinage artistique 1969
Navigation
Championnats de France 1968 Championnats de France 1970
Les championnats de France de patinage artistique 1969 ont eu lieu les 16 et 17 janvier 1969 à la patinoire du patinoire olympique de Boulogne-Billancourt pour 4 épreuves : simple messieurs, simple dames, couple artistique et danse sur glace.

## Podiums
| Épreuves                            | Or                                         | Argent                             | Bronze                             |
| Messieurs résultats détaillés       | Patrick Péra                               | Philippe Pélissier                 | Jacques Mrozek                     |
| Dames résultats détaillés           | Joëlle Cartaux                             | Arielle Contamine                  | Christiane Duchatel                |
| Couples résultats détaillés         | Mona Szabo / Pierre Szabo                  | Florence Cahn / Jean-Pierre Rondel | Chantal Malderez / Gérard Malderez |
| Danse sur glace résultats détaillés | Éliane Vachon-France / Jean-Pierre Noullet | Anne-Claude Wolfers / Roland Mars  | Élisabeth Bugiel / Michel Bouttier |

## Détails des compétitions
(Détails des compétitions encore à compléter)

### Messieurs
| Rang | Nom                |
| ---- | ------------------ |
| 1    | Patrick Péra       |
| 2    | Philippe Pélissier |
| 3    | Jacques Mrozek     |
| ...  |                    |

### Dames
| Rang | Nom                 |
| ---- | ------------------- |
| 1    | Joëlle Cartaux      |
| 2    | Arielle Contamine   |
| 3    | Christiane Duchatel |
| ...  |                     |

### Couples
| Rang | Nom                                |
| ---- | ---------------------------------- |
| 1    | Mona Szabo / Pierre Szabo          |
| 2    | Florence Cahn / Jean-Pierre Rondel |
| 3    | Chantal Malderez / Gérard Malderez |
| ...  |                                    |

### Danse sur glace
| Rang | Nom                                        |
| ---- | ------------------------------------------ |
| 1    | Éliane Vachon-France / Jean-Pierre Noullet |
| 2    | Anne-Claude Wolfers / Roland Mars          |
| 3    | Élisabeth Bugiel / Michel Bouttier         |
| ...  |                                            |

## Sources
- Le livre d'or du patinage d'Alain Billouin, édition Solar, 1999